# Bacillaceae
Bacillaceae bilden eine Familie grampositiver Bakterien aus der Ordnung der Caryophanales (früher als Bacillales bezeichnet). Viele dieser meist stäbchenförmigen Bakterien sind aerob, sie können nicht unter Sauerstoffausschluss leben. Ein wichtiges Merkmal ist die Fähigkeit unter ungünstigen Bedingungen (z. B. Nahrungsmangel, Temperatur etc.) Endosporen zu bilden. Allerdings sind nicht alle Arten dieser Familie dazu in der Lage.

## Ökologie
Viele Arten der Familie Bacillaceae zeigen antagonistische Wirkungen gegen Pflanzenschädlinge. Die sporenbildenden Bakterien aus dieser Familie sind Antagonisten von Pflanzenkrankheiten, allerdings sind nur wenige von ihnen sind dafür bekannt, dass sie Antibiotika produzieren.
Sie haben mehrere chemische Mechanismen, um schädlichen Krankheitserregern zu begegnen. Die Mitglieder der Bacillaceae werden sowohl zur Bekämpfung von Bodenschädlingen (wie Fadenwürmer) als auch von Blattkrankheiten eingesetzt.
Die meisten Arten der Gattung Bacillus sind in der natürlichen Umwelt weit verbreitete Saprophyten, aber einige Arten sind opportunistische oder obligate Krankheitserreger von Säugetieren, einschließlich des Menschen, und Insekten. Bacillus anthracis ist ein obligater Krankheitserreger von Tieren und Menschen. Die Lebensräume der meisten Arten sind Böden aller Art, von sauer über neutral bis alkalisch, von heiß bis kalt, von fruchtbar bis wüst, sowie in Süß- und Meeresgewässern. Ihre Endosporen überleben problemlos in Böden, Staub und Aerosolen.

## Systematik
Die Familie der Bacillaceae wird zu der Ordnung Bacillales in der Abteilung der Firmicutes gestellt. Es sind über 120 Gattungen bekannt (Stand Januar 2025).
Hier eine Auswahl:
- Alkalibacillus Jeon et al. 2005
- Amphibacillus Niimura et al. 1990 emend. Ren et al. 2013
- Anaerobacillus Zavarzina et al. 2010
- Anoxybacillus Pikuta et al. 2000 emend. Pikuta et al. 2003
  - Anoxybacillus flavithermus Pikuta et al. 2000
- Bacillus Cohn 1872
- Caldalkalibacillus Xue et al. 2006 emend. Zhao et al. 2008
- Cerasibacillus Nakamura et al. 2004
- Falsibacillus Zhou et al. 2009
- Fermentibacillus Hirota et al. 2016
- Filobacillus Schlesner et al. 2001
- Geobacillus Nazina et al. 2001 emend. Coorevits et al. 2012
- Gracilibacillus Wainø et al. 1999
- Halobacillus Spring et al. 1996 emend. Yoon et al. 2007
- Halolactibacillus Ishikawa et al. 2005 emend. Cao et al. 2008
- Lentibacillus Yoon et al. 2002 emend. Jeon et al. 2005
- Marinococcus Hao et al. 1985 emend. Wang et al. 2009
- Oceanobacillus Lu et al. 2002 emend. Hirota et al. 2013
- Priestia Gupta et al. 2020
  - Priestia megaterium (de Bary 1884) Gupta et al. 2020
- Ornithinibacillus Mayr et al. 2006
- Paraliobacillus Ishikawa et al. 2003
- Paucisalibacillus Nunes et al. 2006
- Pontibacillus Lim et al. 2005 emend. Chen et al. 2010
- Saccharococcus Nystrand 1984
- Salinibacillus Ren and Zhou 2005
- Tenuibacillus Ren and Zhou 2005
- Terribacillus An et al. 2007 emend. Krishnamurthi and Chakrabarti 2008
- Thalassobacillus García et al. 2005
- Virgibacillus Heyndrickx et al. 1998 emend. Heyrman et al. 2003

Die zwei Arten von Salibacillus wurden zu der Gattung Virgibacillus gestellt: V. marismortui (Arahal et al. 1999) Heyrman et al. 2003 und V. salexigens (Garabito et al. 1997) Heyrman et al. 2003. Damit wurde die Gattung aufgelöst. Die im Jahr 2006 von L'Haridon und Mitarbeitern beschriebene Gattung Vulcanibacillus wurde zu der Familie Tepidibacillaceae gestellt.